# Abe Gashahun
Abe Gashahun (20 aprile 1998) è un maratoneta e mezzofondista etiope.

## Biografia
Nel 2015 si è piazzato in quinta posizione nei 5000 m ai campionati africani juniores ed in ottava posizione nella gara juniores dei Mondiali di corsa campestre, nella quale ha vinto anche una medaglia d'argento a squadre. Nel 2019 ha conquistato un quarto posto nei 5000 m ai Giochi Panafricani.

## Palmarès
| Anno | Manifestazione     | Sede        | Evento         | Risultato | Prestazione | Note  |
| ---- | ------------------ | ----------- | -------------- | --------- | ----------- | ----- |
| 2015 | Africani U20       | Addis Abeba | 5000 m piani   | 5º        | 15'08"28    | [ 1 ] |
| 2015 | Mondiali di cross  | Guiyang     | Corsa juniores | 13º       | 24'08"      | [ 1 ] |
| 2015 | Mondiali di cross  | Guiyang     | A squadre      | Argento   | 33 p.       |       |
| 2019 | Giochi panafricani | Rabat       | 5000 m piani   | 4º        | 13'32"29    | [ 1 ] |

## Campionati nazionali
2019
- Argento ai campionati etiopi, 5000 m piani - 13'40"1[1]

## Altre competizioni internazionali
2016
- 12º al Meeting international Mohammed VI d'athlétisme de Rabat ( Rabat), 3000 m piani - 8'03"00[1]

2018
- 10º alla Corrida Internacional de São Silvestre ( San Paolo), 15 km - 47'05"[1]

2019
- 4º al Memorial Van Damme ( Bruxelles), 5000 m piani - 13'19"59[1]
- 9º al Meeting international Mohammed VI d'athlétisme de Rabat ( Rabat), 5000 m piani - 13'29"49[1]

2020
- 19º alla Maratona di Dubai ( Dubai) - 2h11'02"[1]

2021
- 10º alla Maratona di Barcellona ( Barcellona) - 2h09'25"[1]
- 4º alla Mezza maratona di Copenaghen ( Copenaghen) - 59'46"[1]

2022
- 8º alla Maratona di Enschede ( Enschede) - 2h12'09"[1]
- 8º alla Mezza maratona di Barcellona ( Barcellona) - 1h00'56"[1]
- 22º alla Mezza maratona di Copenaghen ( Copenaghen) - 1h01'22"[1]
- 6º alla 10 km de Port-Gentil ( Port-Gentil) - 29'44"[1]